# Punta del Diablo
Punta del Diablo est une ville et une station balnéaire de l'Uruguay située dans le nord du département de Rocha. Sa population est de 389 habitants.
Elle a des côtes sur l'océan Atlantique.

## Population
| Année | Population |
| ----- | ---------- |
| 1963  | -          |
| 1975  | -          |
| 1985  | 199        |
| 1996  | 318        |
| 2004  | 389        |

,

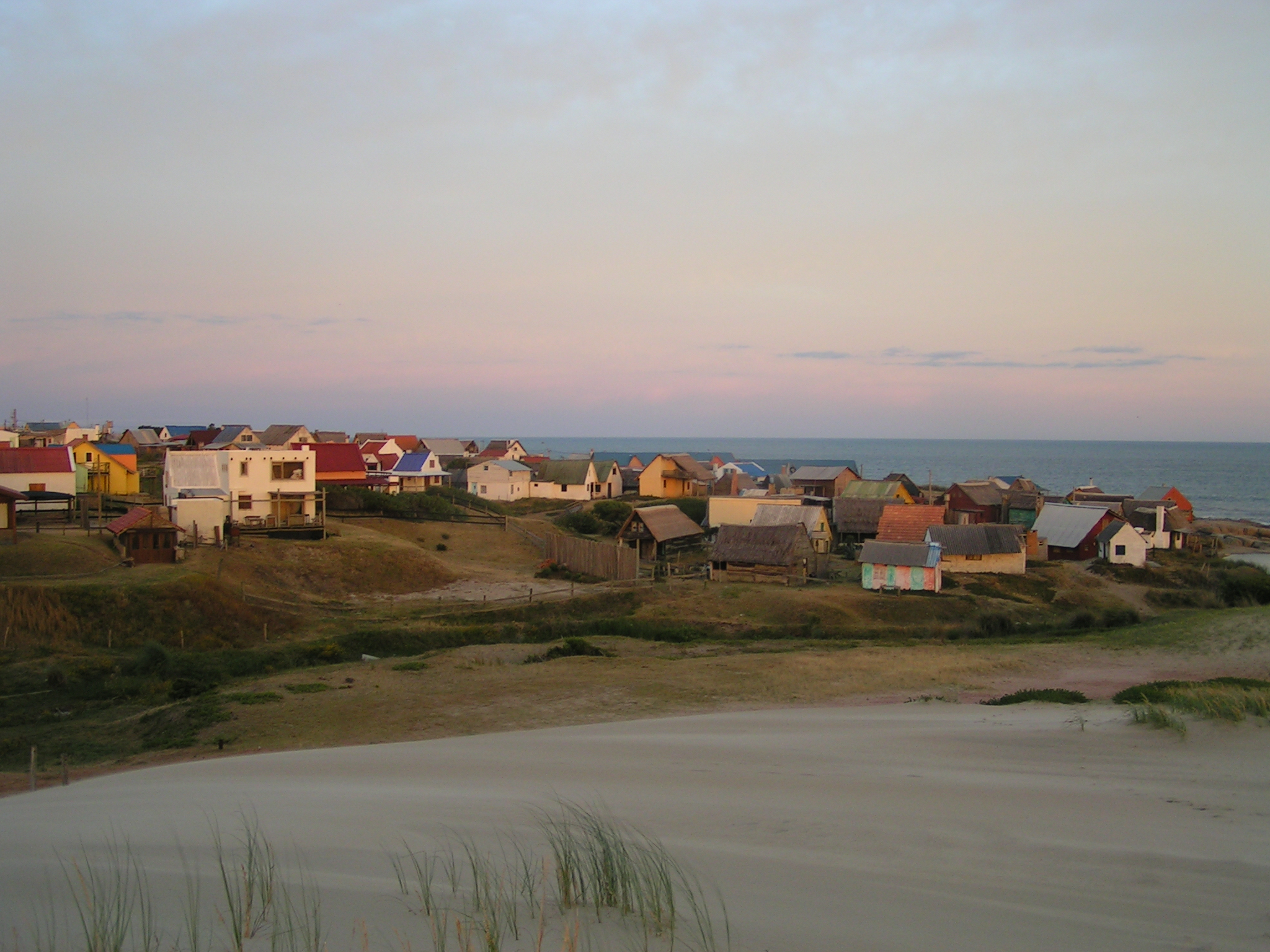
Coucher du soleil à Punta del Diablo
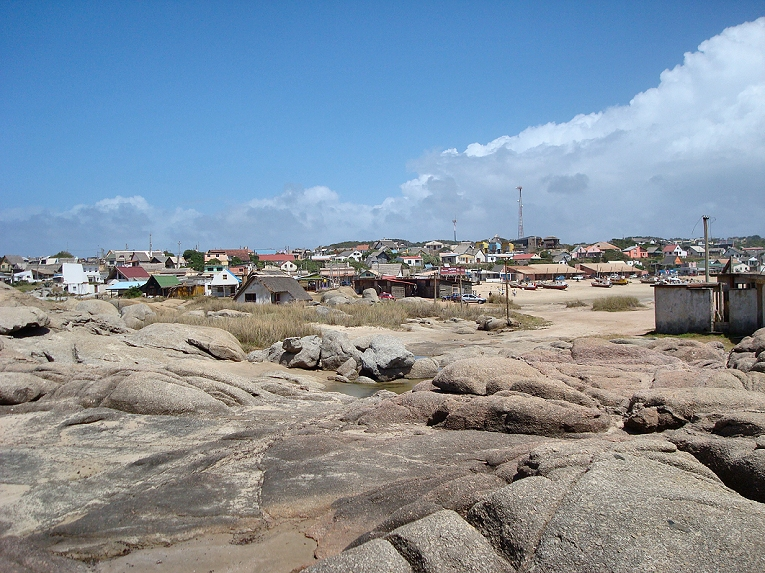
Vue de Punta del Diablo